# Meretz
Meretz o Meretz y el Nuevo Movimiento (hebreo: מרצ והתנועה החדשה, Meretz Ve-Hatnuah Hajadashá español: Vitalmente - Juntos) fue un partido político israelí de izquierda, sin representación en la Knéset. Era de tendencia socialdemócrata, secular, sionista-socialista y pacifista.
En julio de 2024, el partido se fusionó con el Partido Laborista Israelí en un nuevo partido político denominado Los Demócratas.

## Historia

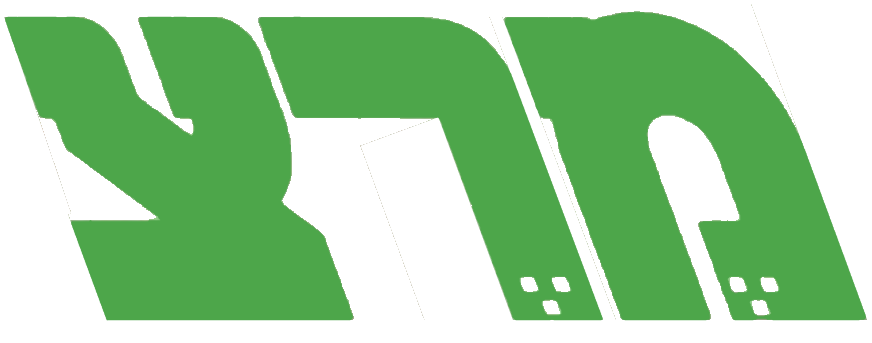
Primer logo de Meretz como coalición

Meretz comenzó su existencia en 1992 como una alianza entre dos partidos de izquierda, Ratz (el Movimiento de Derechos Civiles), los sionistas socialistas de Mapam (Partido de los Obreros Unidos), y el movimiento liberal Shinui (Cambio) antes de las elecciones de aquel año. En aquella votación Meretz logró doce escaños que ubicaron segundo al partido en el segundo gobierno de Isaac Rabin. Shulamit Aloni, la líder de Ratz, fue ministro de educación, Amnon Rubinstein (Shinui) de ciencias (y luego de educación), Yossi Sarid (Ratz) de asuntos ambientales, y Yair Zaban de inmigración. Meretz fue partidario de los Acuerdos de Oslo en el gobierno Rabin.
Desde la subida de Sharon al poder, Meretz ha perdido mucho apoyo, debido a la frustración israelí por la violencia desatada en la segunda Intifada que comenzó en el 2000. En 2003 Meretz obtuvo solo cinco escaños, mientras el Likud lo superó ampliamente con 38 escaños en la Knéset. Este resultado se debió también a la ayuda recibida gracias a la mezcla del partido de inmigrantes rusos Elección Democrática de Roman Bronfman.

### La salida de Sarid

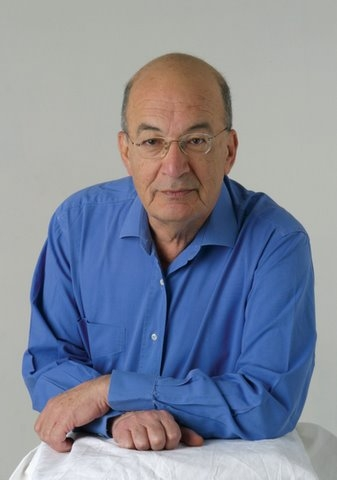
Yossi Sarid fue el líder más admirado de Meretz durante la cumbre de su poder.

Yossi Sarid decidió renunciar al liderazgo de Meretz, creando una carrera entre el exministro de justicia laborista Yossi Beilin y el legislador veterano Ran Cohen. Beilin, líder del movimiento pacifista Shajar (amanecer), prometió contribuir con sus experiencias políticas fuera de Israel, particularmente desde su trabajo en favor del Acuerdo de Ginebra: un acuerdo no oficial palestino-israelí firmado en diciembre de 2003 por Beilin y el ministro palestino Yassir Abed Rabbo. Beilin cambió el nombre de Meretz por "Meretz-Yajad" (Meretz-Juntos) para mostrar vigor nuevo en el esfuerzo de concluir el proceso de paz. Ran Cohen, un judío sefardí de Irak intentó quebrar la tendencia que dictaba que las minorías orientales no estaban calificadas para avanzar dentro de la izquierda israelí, la que tradicionalmente siempre estuvo compuesta de judíos ashkenazíes. Cohen reclamó su recuerdo como político muy trabajador con metas socioeconómicas claras considerándose así más calificado para dirigir el movimiento que Beilin, siendo que este último era un disidente del Partido Laborista. La derrota aplastante que Beilin dio a Cohen en la votación fue decisiva al corto plazo, aunque también dio crédito a las protestas, que acusaban a Meretz de no ser un hogar de izquierdas, amplio y multiclasista, sino más bien un club elitista y socioliberal de ricos pacifistas y "buenas almas" como fue peyorativamente apodado en Israel.

### Caudillaje de Beilin

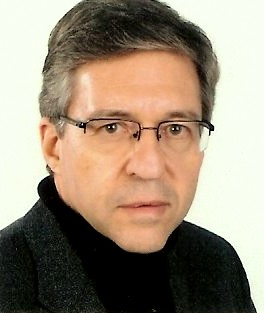
Yossi Beilin concentró los esfuerzos de Meretz en los asuntos del proceso de paz.

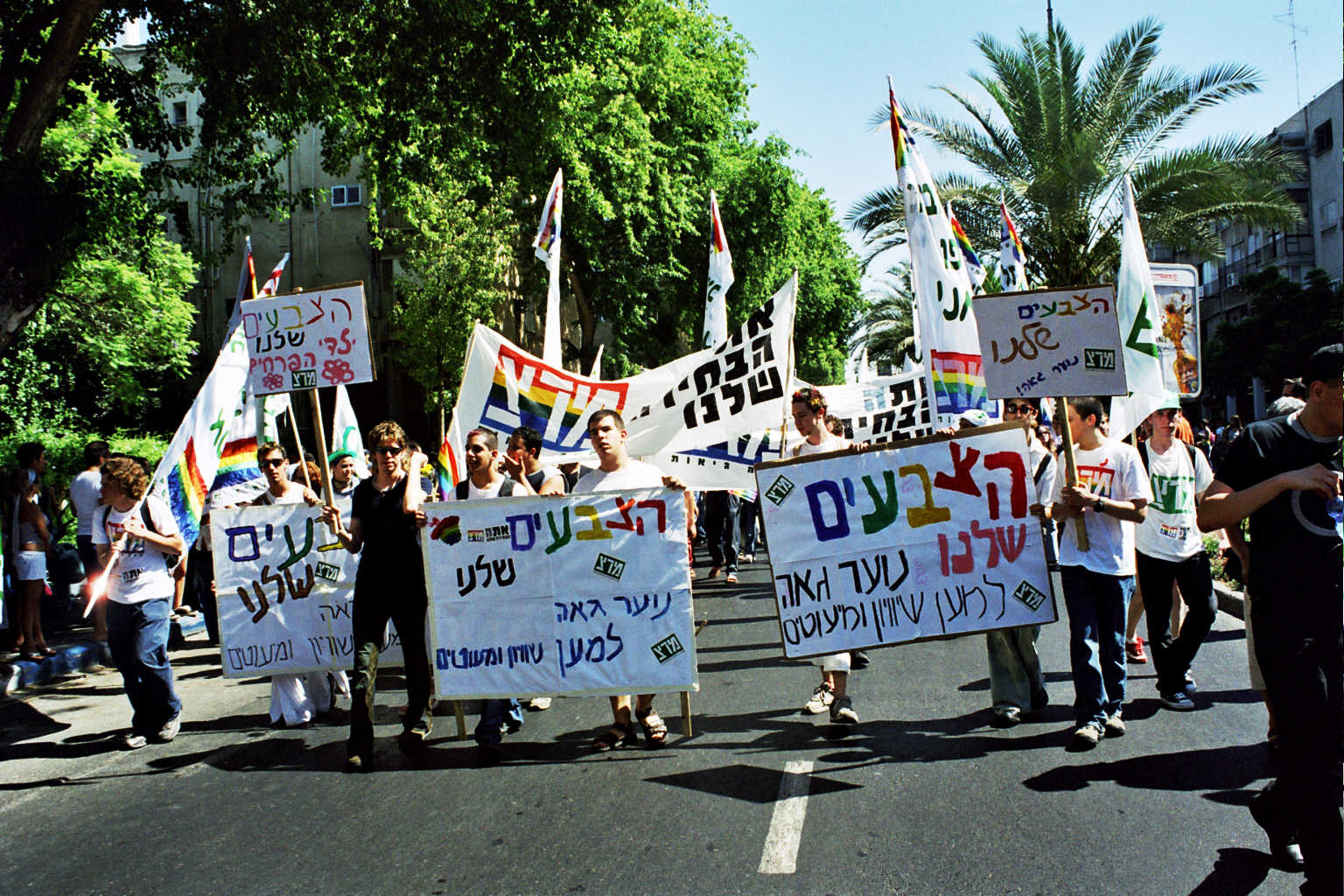
Hatzvaim Shelanu en la marcha del orgullo gay de Tel Aviv, en el año 2003.

Beilin y sus partidarios rebautizaron al partido Meretz-Yajad (Meretz-Juntos) para poner el énfasís en la unidad entre las distintas facciones de la izquierda israelí. Pero en las siguientes elecciones el partido retornó a su nombre original "Meretz". Con el crecimiento de Shinui, que ganó 15 escaños en las elecciones de 2003, Meretz pasó a la posición incómoda de ser el partido tercero de la izquierda. En el 2003-06 Meretz estuvo en la oposición, y a pesar de esto fue partidario de la retirada unilateral de la Franja de Gaza en 2005, no obstante que la plataforma de Meretz se opone a acciones unilaterales. En lugar de generar más apoyo para Meretz, la retirada desplazó gran número de izquierdistas al partido nuevo de Ariel Sharon, Kadima.
Para evitar la salida de votantes izquierdistas hacia el nuevo "centro" de Kadima, Meretz utilizó el lema «Meretz por la izquierda, el ser humano por el centro», interpretando los deseos de votantes liberales que temían una alianza de Kadima con los partidos religiosos.
Con la caída del gobierno de Sharon, Kadima se convirtió en el partido mayoritario en favor de la tesis de, "Dos estados para Dos pueblos". En las elecciones de marzo de 2006 Meretz ganó de vuelta solo cinco asientos en el Knéset. La derrota fue debida a tendencias nuevas en la política israelí, así también cómo los escasos votantes (en Israel no es obligatorio votar en las elecciones), el crecimiento de la comunidad rusofona como un gran poder político, y la caída meteórica de Shinui.

### Vanguardia de la izquierda

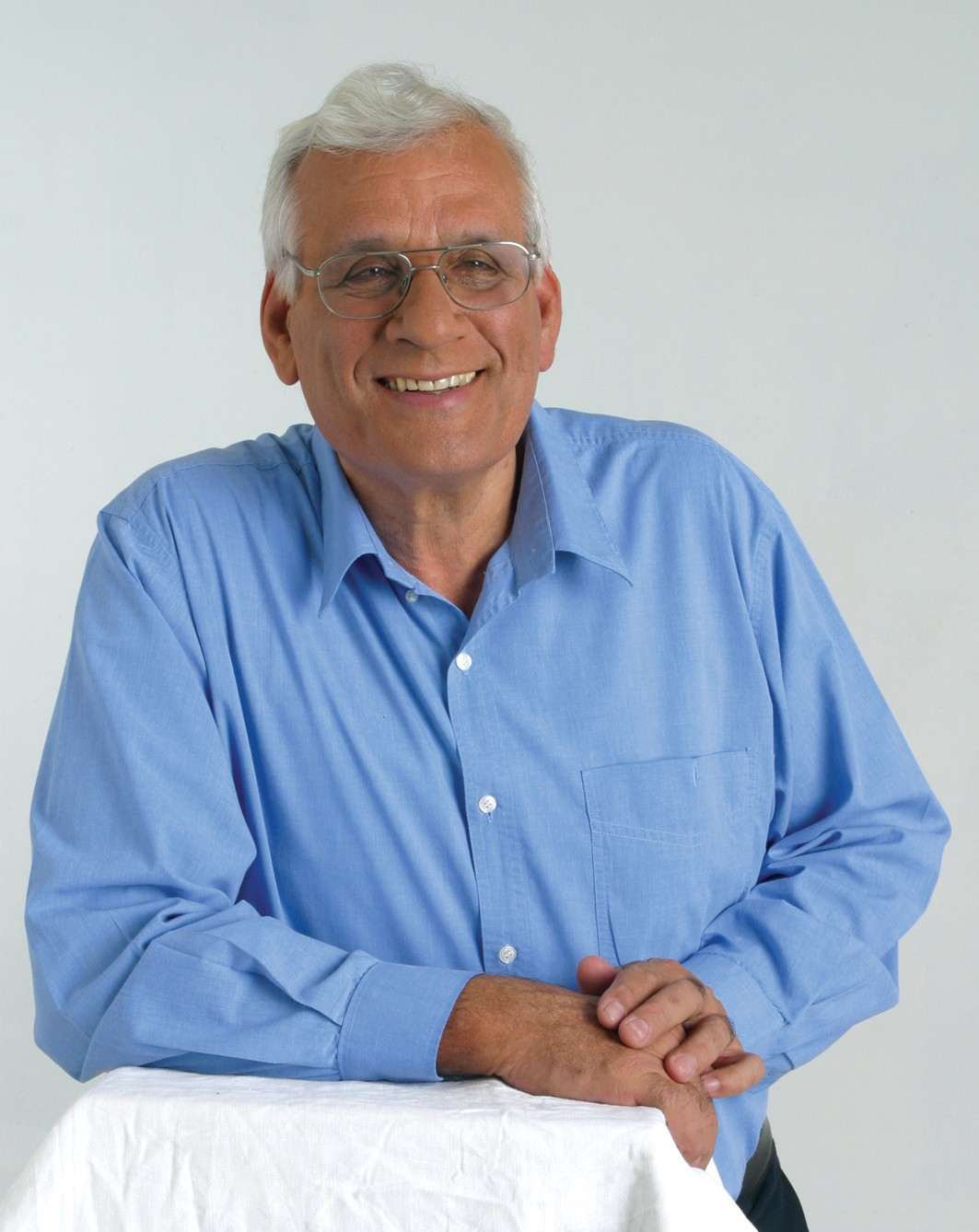
Jaim Orón.

Con la elección de Ehud Ólmert como primer ministro en 2006 y la formación de la coalición Kadima, el Partido Laborista, y Shas; Meretz entró al 17° período parlamentario, y por tercera vez como un partido opositor desde la primera elección de Sharon en 2001. El sentimiento en la izquierda en general fue que el público había "comprado" la visión de Meretz, pero sin darles sus votos, cuándo los gobiernos israelíes de Olmert y Sharon, si bien ambos eran liderados por políticos de extracción derechista, habían girado tácticamente hacia la izquierda convirtiéndose en partidarios del proceso de paz. Durante la administración de Olmert, Meretz dio su apoyo a la Guerra del Líbano de 2006 y también en el Conflicto de la Franja de Gaza de 2009, aunque en ambas oportunidades, solo en la primera fase. Luego su postura se volvió muy crítica hacia el gobierno; un buen ejemplo de esto es el llamado de su legisladora Zehava Gal-On, a que el ministro de defensa Amir Péretz fuera juzgado por crímenes de guerra después de la muerte de ocho palestinos en la playa de Gaza el 9 de junio de 2006, supuestamente víctimas de la artillería de la marina israelí.
Durante la sesión del 17° Knéset, Meretz decidió elegir de vuelta líder, presentándose cuatro candidatos: Beilin, Cohen, Zehava Gal-On, y Jaim Orón. Los tres con visiones diferentes de la dirección futura del partido, Cohen concentrado como siempre en asuntos socioeconómicos, Gal-On en derechos humanos, reformas sociales y educacionales, y Oron, en presentar un frente socialdemocrático alternativo de los laboristas. Beilin, continuó abogando casi exclusivamente en asuntos del proceso de paz, y renunció a su candidatura luego de oír que Oron podía sustituirlo. En la votación Oron triunfó, con Cohen en la segunda posición y Gal-On en la tercera. Beilin anunció antes de la elección primaria su retirada, relegando su banca en la Knéset en favor de Zvía Greenfeld, la primera mujer jaredí (ultra-ortodoxa) electa al parlamento.

### Derrota de 2009

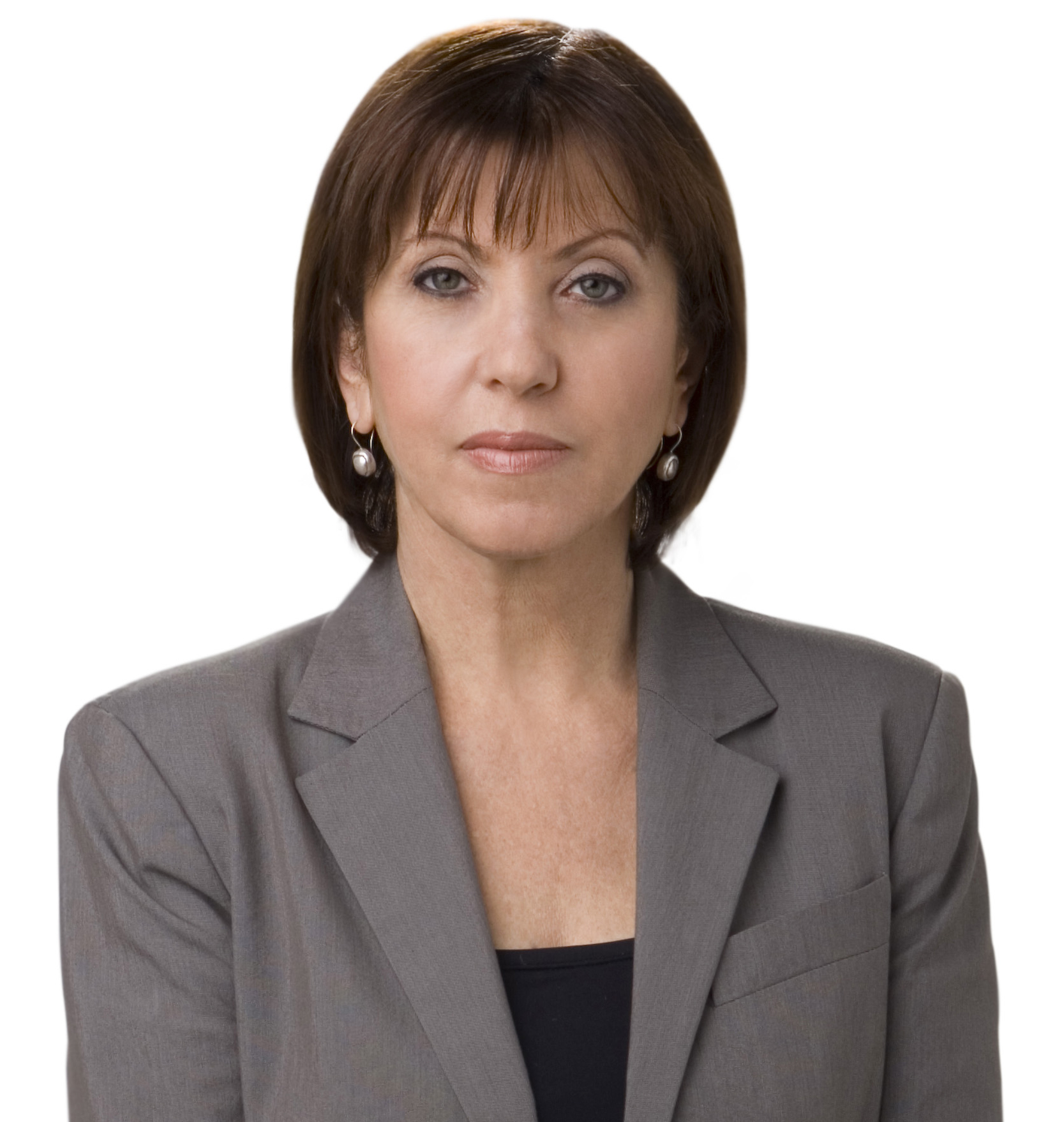
Zehava Gal-On.

En septiembre de 2008 Ehud Olmert fue reemplazado cómo líder de Kadima, por la ministra de relaciones exteriores Tzipi Livni, y fue necesario renegociar los términos del gobierno con los otros partidos, el Partido Laborista, Shas, y Gil («Pensionistas Israelíes en la Knéset»). Cuándo Shas no dio su acuerdo a los detalles del presupuesto anual, el gobierno perdió representatividad y fue necesario llamar a nuevas elecciones. Meretz intentó aprovechar la debilidad de los laboristas, para atraer los votantes insatisfechos con la gestión de Kadima y de los laboristas no satisfechos con Ehud Barak. Pero en diciembre Israel inició la operación militar Plomo Fundido contra Hamás, y la posición zigzagueante de Jaim Orón con respecto al conflicto (al principio apoyó la operación y luego pidió al gobierno frenar la ofensiva y no introducir fuerzas terrestres en Gaza) dibujó un perfil ambivalente del líder de Meretz.
Al principio de la campaña electoral, Oron invitó a un grupo de izquierdistas independientes a unirse a Meretz, con la intención de traer caras nuevas a la cúpula del movimiento. Los nuevos integrantes, denominados Hatnuáh Haadashá (El nuevo movimiento), fueron representados por Nitzan Horowitz, un periodista y activista en cuestiones ambientales que tuvo el tercer lugar en la lista electoral, tras Oron y el ex-legislador Ilan Gil'on, con Zehava Gal-On y Avshalóm Vilan ocupando los puestos cuárto y quinto. La alianza se presentó a las elecciones, con el nombre de Meretz HaTnuá HaJadashá. En su publicidad electoral, Meretz trataba de presentarse como el único partido de izquierdas con la posibilidad de lograr el umbral electoral mínimo, y que además rechazaba servir en un gobierno de derechas con Benjamín Netanyahu y Avigdor Lieberman.
Las elecciones del 11 de febrero fue recibida por Meretz como una derrota humillante; solo tres escaños había logrado su lista. En el XVIII período parlamentario, Meretz estuvo en la oposición al gobierno dirigido por el Primer ministro de Israel Benjamín Netanyahu.

### Recuperación 2013-2015

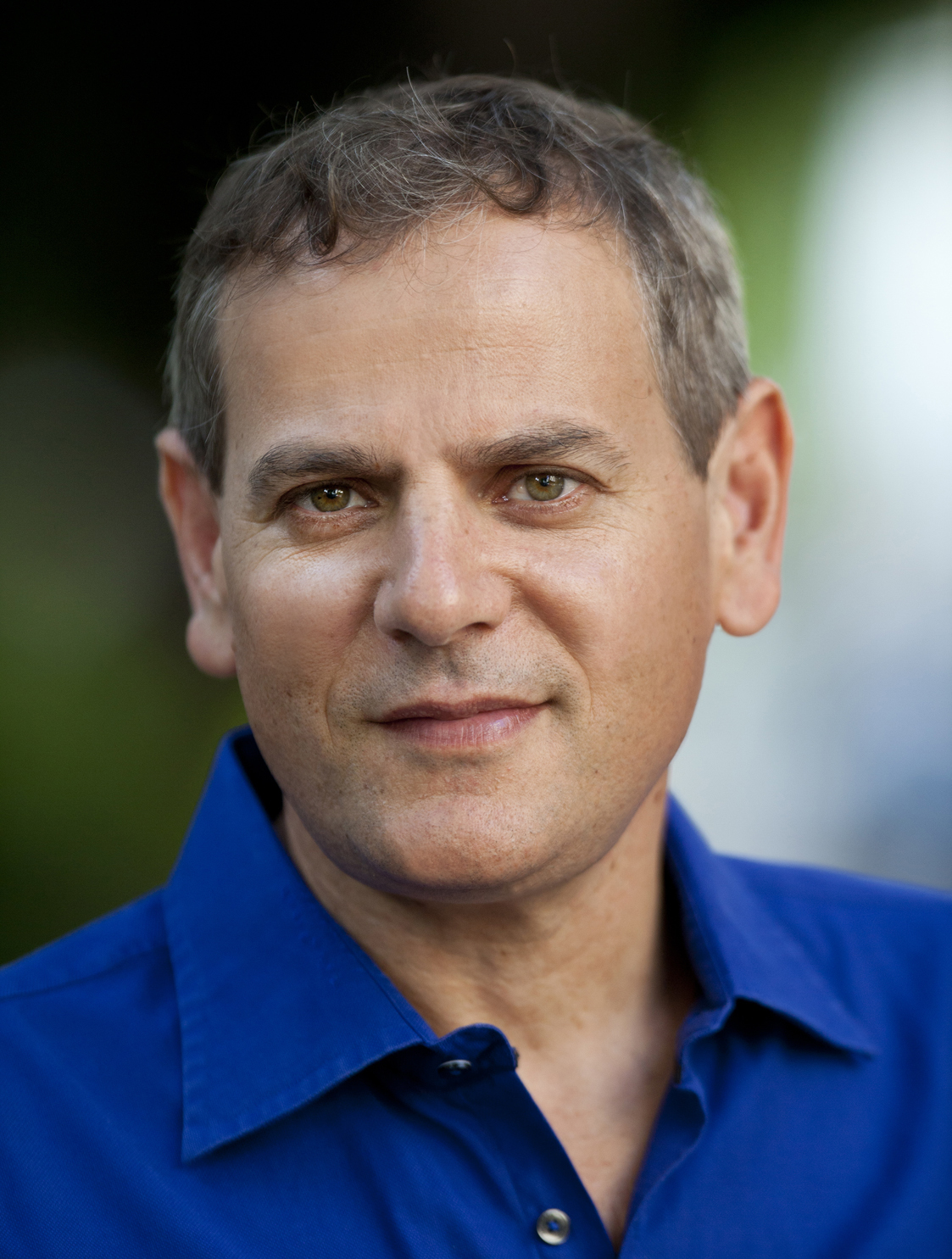
Nitzan Horowitz.

Tras el fracaso del partido en las elecciones de 2009, algunos de sus miembros pidieron la renuncia del presidente del partido, Jaim Oron. Jaim Oron dejó la Knesset el 23 de marzo de 2011 y más tarde dejó la presidencia del partido. Como resultado, Zehava Gal-On fue elegida presidenta del partido el 7 de febrero de 2012.
En las elecciones legislativas del 22 de enero de 2013, Meretz recibió 4.5% de la votación nacional, ganando 6 escaños.
El 19 de enero de 2015, en una reunión de su comité central, Zehava Gal-On fue reelegida líder del partido, mientras MK Nitzan Horowitz decidió no presentarse a la reelección. En las elecciones legislativas de marzo de 2015, cuando los resultados preliminares indicaron que el partido se reduciría Gal-On anunció que dimitiría como presidente de Meretz, tan pronto como se elija un sucesor, y de la Knesset con el fin de liberar su escaño para la miembro de la Knésset Tamar Zandberg, la candidata del quinto lugar del partido que parecía haber perdido su escaño. Zandberg, Ilan Gilon y otros instaron Gal-On a reconsiderar su decisión. Una vez que se contaron votos a distancia y de los soldados, sin embargo, Meretz ganó un quinto escaño y Gal-On anunció que seguiría como líder del partido.

## Oposición a Netanyahu
En 1996 Meretz perdió tres escaños en la Knéset en una votación en la que la derecha obtuvo un triunfo aplastante, llevando al Gobierno a una coalición liderada por Benjamín Netanyahu. La alianza fue dirigida por Yossi Sarid, un activista pro-derechos con una visión de seguridad nacional. Durante la administración de Netanyahu, en que la coalición fue totalmente de partidos derechistas, Meretz tomó el papel del opositor más fuerte al primer ministro, si bien sus peores temores de que Netanyahu pudiera detener el proceso de paz totalmente no ocurrieron.
Pese al escaso número de ataques terroristas durante su mandato, Netanyahu fue criticado por la izquierda y también perdió el apoyo de la extrema derecha, debido a sus concesiones a los palestinos en Hebrón y otros lugares, y a sus negociaciones con Yaser Arafat en general. Después de una larga cadena de escándalos que incluyen asuntos personales y una investigación abierta acusándole de corrupción, Netanyahu perdió mucho apoyo popular.
Después de ser derrotado por Ehud Barak en las elecciones generales israelíes de 1999, Netanyahu se retiró temporalmente de la política.

## El gobierno de Barak
En mayo de 1999 fue elegido Ehud Barak de la alianza electoral One Israel. Barak invitó a los otros partidos de la izquierda a participar en su gobierno. Meretz ganó doce escaños en la Knéset, pero al contrario del gobierno anterior de Rabin en que participó Meretz, no fue el segundo poder, porque Barak negoció el ingreso del partido religioso ultraortodoxo Shas, convirtiéndose el partido nacional-religioso en otro socio en su gabinete. Barak creyó que una coalición con Shas ayudaría a mantener la unidad y diversidad en su gobierno. Meretz abandonó la coalición después de que acordaran los poderes otorgados a un secretario del Shas en el Ministerio de Educación. En febrero de 2001 Barak fue derrotado por Ariel Sharón (Likud) quien ganó en una elección especial.

## Juventud

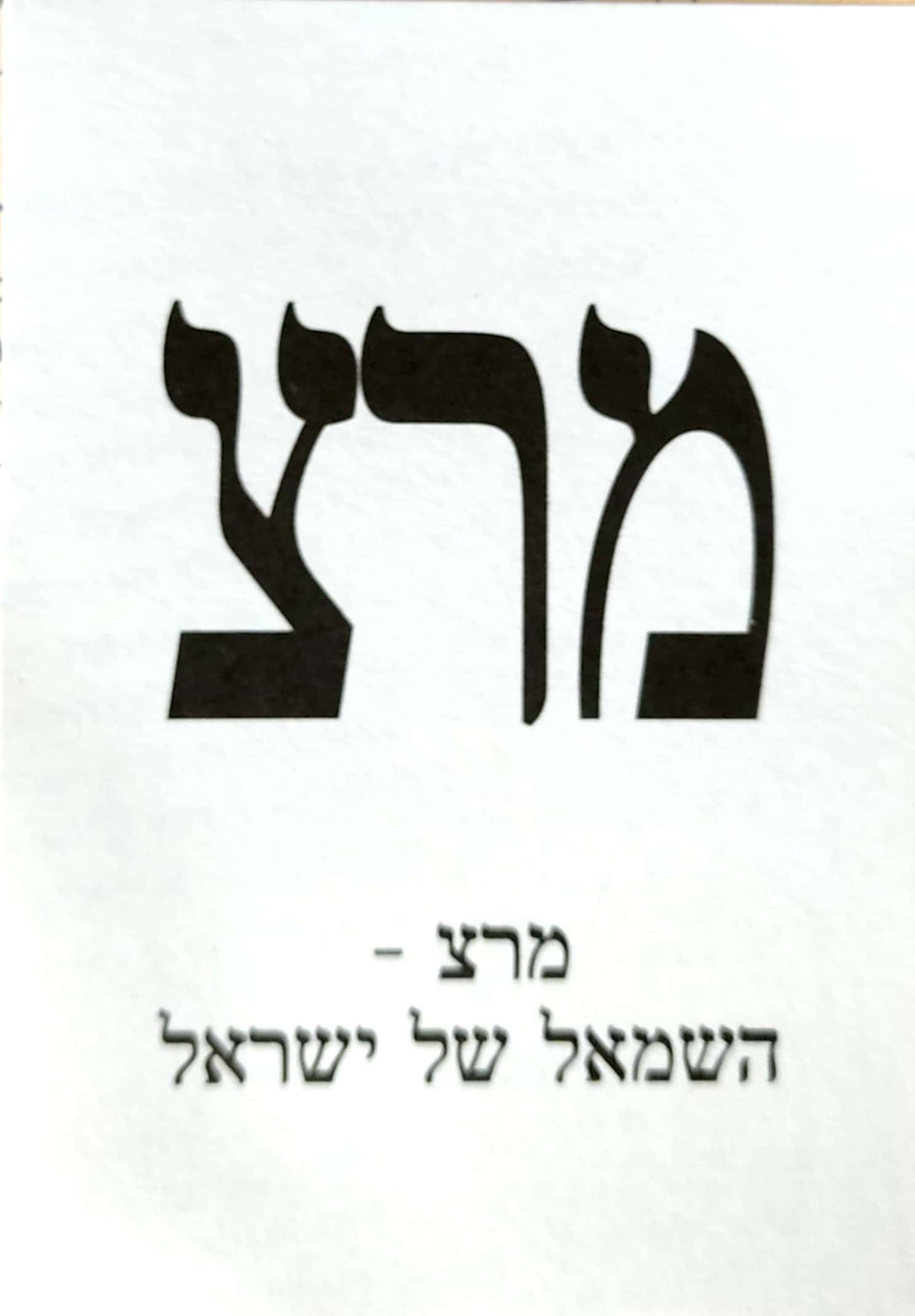
Boleta electoral de Meretz

Meretz tiene dos organizaciones de juventud, Noar Meretz (Juventud Meretz) y Hatzvaim Shelanu (Nuestros Colores). Las dos son casi idénticas, aparte del hecho que Hatzvaim Shelanu es un foro de jóvenes homosexuales y tiene posiciones pacifistas más radicales que Noar Meretz. Hatzvaim Shelanu declara tener dos filiales hoy, la primera en Tel Aviv y la segunda en Haifa, si bien es difícil saber cuántos militantes tiene cada filial.

## Resultados electorales
|  | 9.6 % |

|  | 7.4 % |

|  | 7.7 % |

|  | 5.2 % |

|  | 3.8 % |

|  | 3.0 % |

|  | 4.6 % |

|  | 3.9 % |

|  | 3.6 % |

|  | 4.6 % |

|  | 3.2 % |